# Satellite (Starset-dal)
A Satellite a második kislemez a Starset Vessels című albumáról, a Monster után. A Satellite 2017 augusztusában jelent meg kislemezként, de már szerepelt a januárban megjelent Vesselsen is. Legmagasabb pozíciója a Billboard Mainstream Rock Songs slágerlistán a 22. volt.
2017. november 16-án az együttes egy videóklipet is kiadott a számhoz.

## Háttér
A dal a második szám és a második kislemez a Starset Vessels c. albumáról. A szám három nappal a Vessels 2017. január 20-i megjelenése előtt debütált, a Marvel weboldalán, leírva a jövőbeli együttműködésüket az együttessel, aminek részeként megjelent egy képregény. Legmagasabb pozíciója a  Billboard Mainstream Rock Songs slágerlistán a 22. volt.

## Kompozíció és téma
Hangzását az Attack Attack! és a Thirty Seconds to Mars együttesek számainak hangzásához hasonlították.

## Előadók
- Dustin Bates – ének, gitár
- Brock Richards – szólógitár
- Ron DeChant – basszus
- Adam Gilbert – dobok

## Slágerlisták
| Slágerlisták (2017) | Legmagasabb pozíció |
| ------------------- | ------------------- |
| US Mainstream Rock  | 22                  |

## Fordítás
Ez a szócikk részben vagy egészben  a   Satellite (Starset song) című angol Wikipédia-szócikk ezen változatának fordításán alapul.  Az eredeti cikk szerkesztőit annak laptörténete sorolja fel. Ez a jelzés csupán a megfogalmazás eredetét és a szerzői jogokat jelzi, nem szolgál a cikkben szereplő információk forrásmegjelöléseként.